# Oriximiná Airport
Oriximiná Airport är en flygplats i Brasilien.   Den ligger i kommunen Oriximiná och delstaten Pará, i den centrala delen av landet, 1 800 km nordväst om huvudstaden Brasília. Oriximiná Airport ligger 74 meter över havet.
Terrängen runt Oriximiná Airport är huvudsakligen platt. Oriximiná Airport ligger uppe på en höjd. Närmaste större samhälle är Oriximiná, 6,6 km sydväst om Oriximiná Airport. 
I omgivningarna runt Oriximiná Airport växer i huvudsak städsegrön lövskog. Trakten runt Oriximiná Airport är nära nog obefolkad, med mindre än två invånare per kvadratkilometer.